# Großkröbitz
Großkröbitz ist ein Ortsteil der Gemeinde Milda im thüringischen Saale-Holzland-Kreis.

## Geographie
Der Ort Großkröbitz befindet sich im westlichen Teil des Landkreises und liegt etwa 32 Kilometer Luftlinie westsüdwestlich der Kreisstadt Eisenberg. Nur 300 Meter östlich befindet sich die Ortslage von Kleinkröbitz. Zwischen beiden Ortsteilen entspringt der Forellenbach – ein kaum zehn Kilometer langer (linker) Zufluss der Saale.

## Geschichte
Der Ort wurde 1238 als Krupitz und 1414 als Cropitz erwähnt und gehörte zum  Burgbezirk der Leuchtenburg.  Als Zierde des Ortes galt der Edelhof mit einer im Baustil der Renaissance errichteten Toreinfahrt. Die Kirche wurde 1718 neu errichtet, im Pfarrgarten befand sich um 1900 ein Taufstein der Vorgängerkirche.
Die Ortschaft stellte bis zur Bildung der Einheitsgemeinde Milda am 1. April 1992 gemeinsam mit Kleinkröbitz und Plinz die Gemeinde Großkröbitz dar.

## Religion
Das evangelisch-lutherische Pfarramt Großkröbitz ist für das gleichnamige Kirchspiel Großkröbitz zuständig. Dazu gehören die Orte Drößnitz mit Wittersroda, Pfarrkeßlar, Großkröbitz mit Kleinkröbitz, Keßlar mit Lotschen, Kottenhain, Meckfeld, Milda, Rodias, Zimmritz.